# 邦盖语
邦盖语是一种南岛语，主要使用于苏拉威西岛东部邦盖群岛。它被归类为凱萊比克亚群中薩盧安-邦蓋分支的一种语言。從歷史上看，邦蓋語是一種沒有悠久文學歷史的口語。現存最早的邦蓋語书面稿來自19世紀，描述了一名邦蓋漁民在1860年代至1870年代之间被馬京達瑙人襲擊者賣為奴隸，然後逃跑的故事。